# Junioren-Weltmeisterschaften im Rudern 2010
Die Junioren-Weltmeisterschaften im Rudern 2010 fanden vom 5. bis 8. August 2010 in Račice u Štětí in Tschechien statt. Die Wettbewerbe wurden auf dem Ruderkanal Račice ausgetragen.
Bei den Meisterschaften wurden 13 Wettbewerbe ausgetragen, davon sieben für Jungen und sechs für Mädchen.
Teilnahmeberechtigt war eine Mannschaft je Wettbewerbsklasse aus allen Mitgliedsverbänden des Weltruderverbandes. Eine Qualifikationsregatta existierte nicht.

## Ergebnisse
Hier sind die Medaillengewinner aus den A-Finals aufgelistet. Diese waren mit sechs Booten besetzt, die sich über Vor- und Hoffnungsläufe sowie Viertel- und Halbfinals für das Finale qualifizieren mussten. Die Streckenlänge betrug in allen Läufen 2000 Meter.

### Junioren
| Bootsklasse                   | Gold | Gold    | Silber | Silber  | Bronze | Bronze  |
| ----------------------------- | --- | ------- | --- | ------- | --- | ------- |
| Einer (JM1x)                  | Deutschland Felix Bach | 7:01,33 | Griechenland Dionysios Angelopoulos | 7:05,18 | Vereinigte Staaten Andrew Campbell JR | 7:09,36 |
| Doppelzweier (JM2x)           | Deutschland Stephan Riemekasten Timo Piontek | 6:26,38 | Frankreich Alberic Cormerais Mickael Marteau | 6:32,11 | Italien Emanuele Ferraiuolo Edoardo Margheri | 6:36,31 |
| Doppelvierer (JM4x)           | Deutschland Denis Sittel Ruben Steinhardt Florian Eidam Patrick Leineweber                                                                                          | 5:53,86 | Italien Marco Calamaro Matteo Baluganti Michele Manzoli Marco Ferracci                                                                               | 5:55,85 | Neuseeland Nathan Flannery Christopher Morrison Ryan Goodson Hayden Cohen                                                                                            | 5:57,37 |
| Zweier ohne Steuermann (JM2-) | Griechenland Michalis Nastopoulos Apostolos Lampridis | 6:50,39 | Deutschland Tobias Oppermann Bodo Schacher | 6:51,41 | Aserbaidschan Radoslav Drenovski Aleksandr Glotov | 6:56,06 |
| Vierer ohne Steuermann (JM4-) | Rumänien Vlad-Dragos Aicoboae Toader-Andrei Gontaru Marius-Vasile Cozmiuc Cosmin-Razvan Bogus                                                                       | 6:08,62 | Vereinigtes Königreich Jack Shepherd Callum McBrierty Edward Nainby-Luxmoore Caspar Jopling                                                          | 6:11,60 | Spanien Pau Franquet Monfort Manuel Fernandez Lopez Ismael Montes Caamano Javier Garcia Ordonez                                                                      | 6:12,90 |
| Vierer mit Steuermann (JM4+)  | Schweiz Louis Margot Markus Kessler Alex Plüss Augustin Maillefer Marco Brechbühl (Stm.)                                                                            | 6:19,31 | Italien Nikolas Tenaglia Davide Tabacco Mauro Acerra Massimiliano Rocchi Pietro Tassan (Stm.)                                                        | 6:21,51 | Australien Angus Moore Matthew Cochran David Watts Thomas Amies Jack Alpe (Stm.)                                                                                     | 6:21,85 |
| Achter (JM8+)                 | Vereinigte Staaten Justin Jones Patrick McGlone Whitney Blodgett Connor Jones Paul Popescu Austin Hack Zachary Hershberger Zachary Johnson Louis Lombardi JR (Stm.) | 5:37,08 | Deutschland Hannes Staffeldt Henry Gieseler Rene Stüven Maximilian Fay Clemens Barth Malte Jakschik Finn Schröder Nils-Ole Bock Leopold Bertz (Stm.) | 5:37,73 | Italien Bernardo Nannini Marco Di Costanzo Matteo Macario Simone Angeloni Fabio Vigliarolo Vincenzo Abbagnale Roberto Bianco Giuseppe Vicino Enrico D’Aniello (Stm.) | 5:41,04 |

### Juniorinnen
| Bootsklasse                   | Gold | Gold    | Silber | Silber  | Bronze | Bronze  |
| ----------------------------- | --- | ------- | --- | ------- | --- | ------- |
| Einer (JW1x)                  | Deutschland Judith Sievers | 7:50,40 | Rumänien Laura Oprea | 7:52,87 | Griechenland Aikaterini Nikolaidou | 7:57,28 |
| Doppelzweier (JW2x)           | Frankreich Daphne Socha Noemie Kober | 7:17,87 | Italien Elena Coletti Giada Colombo | 7:19,28 | Deutschland Saskia-Marie Nitzschke Shirin Brockmann | 7:19,46 |
| Doppelvierer (JW4x)           | Deutschland Fabienne Knoke Stephanie Hang Caroline Hackler Wiebke Hein | 6:35,65 | Ukraine Alona Makcymenko Lesya Gerasymchuk Jewhenija Nimtschenko Daryna Werchohljad                                                                                  | 6:39,42 | Belarus Tazzjana Klimowitsch Darya Marchanka Hanna Kolyshkina Hanna Sychova                                                                                         | 6:45,28 |
| Zweier ohne Steuerfrau (JW2-) | Rumänien Alexandra Bizom Elena-Oltita Hrisca | 7:28,32 | Griechenland Kassiani Spyridou Andreanna Spyridou | 7:32,24 | Deutschland Sara Davids Miriam Davids | 7:32,36 |
| Vierer ohne Steuerfrau (JW4-) | Neuseeland Beatrix Heaphy-Hall Jennifer Storey Grace Prendergast Eve Macfarlane                                                                                             | 6:49,48 | Vereinigte Staaten Lucy Grinalds Agatha Nowinski Jessica Eiffert Chandler Lally                                                                                      | 6:50,38 | Australien Natasha Gay Olympia Aldersey Emma Basher Hannah Vermeersch                                                                                               | 6:51,03 |
| Achter (JW8+)                 | Vereinigtes Königreich Rosa Atkinson Beth Astell Camilla Hadland Yasmin Tredell Georgia Howard-Merrill Ruth Whyman Philippa Neill Fiona Gammond Lily van den Broecke (Stf.) | 6:24,97 | Vereinigte Staaten Carli Goldberg Faith Richardson Kristen Faulkner Marianne Hoeft Christina Bax Madison Lips Louise Breen Rosemary Grinalds Christine Devlin (Stf.) | 6:28,02 | Deutschland Carolin Franzke Anna-Maria Götz Johanna Soester Charlotte Siering Jennifer Schulte Nadine Seehaus Ilona Mann Eileen Wallenhauer Amelie Reichwald (Stf.) | 6:30,21 |

## Medaillenspiegel
| Platz | Land                   | Gold | Silber | Bronze | Gesamt |
| ----- | ---------------------- | ---- | ------ | ------ | ------ |
| 1     | Deutschland            | 5    | 2      | 3      | 10     |
| 2     | Rumänien               | 2    | 1      |        | 3      |
| 3     | Griechenland           | 1    | 2      | 1      | 4      |
| 3     | Vereinigte Staaten     | 1    | 2      | 1      | 4      |
| 5     | Frankreich             | 1    | 1      |        | 2      |
| 5     | Vereinigtes Königreich | 1    | 1      |        | 2      |
| 7     | Neuseeland             | 1    |        | 1      | 2      |
| 8     | Schweiz                | 1    |        |        | 1      |
| 9     | Italien                |      | 3      | 2      | 5      |
| 10    | Ukraine                |      | 1      |        | 1      |
| 11    | Australien             |      |        | 2      | 2      |
| 12    | Aserbaidschan          |      |        | 1      | 1      |
| 12    | Belarus                |      |        | 1      | 1      |
| 12    | Spanien                |      |        | 1      | 1      |
| Summe | Summe                  | 13   | 13     | 13     | 39     |